# Aeródromo Paranal
El Aeródromo Paranal (OACI: SCPA) es un terminal aéreo ubicado a 6 kilómetros al este del Observatorio Paranal y 120 kilómetros al sur de la ciudad de Antofagsata, en la Provincia de Antofagasta, Región de Antofagasta, Chile. Es de propiedad del Observatorio Europeo Austral.